# Кирха Гермау
Кирха Герма́у — лютеранская кирха в поселке Русское Калининградской области. Построена в середине XVIII века из флигеля одноимённого замка. С середины XX века разрушена и находится в руинированном состоянии, единственной сохранившейся частью здания является фрагмент восточной стены.

## История
В 1252 году орденское войско под руководством Генриха Штанге вторглось в Самбию и позже подошло к прусской деревне Гирмов, где столкнулось с сопротивлением со стороны самбов. Орденское войско потерпело поражение, в котором погибли Генрих Штанге и его брат Герман, и было вынуждено отступить. В 1255 году Самбия была завоёвана, после чего в 1270 году орденом для поддержания порядка на захваченной территории был основан замок.
К концу XVII века замок значительно обветшал и стал непригодным для проживания. В 1693 году Янтарная палата, находившаяся в замке с 1581 года, была перемещена в Пальмникен (совр. Янтарный), позже — в Фишхаузен (совр. Приморск), приблизительно в то же время название посёлка преобразовывается в Гермау.
Около 1760 года от замка остался один сохранившийся флигель, который был подвергнут капитальному ремонту и перестроен в кирху.
К XIX веку была засыпана часть подвалов кирхи. Территория форбурга стала использоваться в качестве кладбища. Тогда же ещё были видны остатки рвов, позже они были засыпаны. В 1936—1942 годах в кирхе был проведён последний ремонт.
В ходе Великой Отечественной войны в 1945 году здание кирхи сильно пострадало в результате артиллерийского обстрела. После окончания войны здание никак не использовалось и было разобрано в 1960-х. Сохранился только фрагмент восточной стены алтарной части. Руины кирхи были законсервированы с привлечением средств немецких фондов.
В 2007 году руинам кирхи был присвоен статус объекта культурного наследия регионального значения.
В 2010 году решением Калининградской областной думы руины кирхи были переданы Русской православной церкви.

## Описание
Кирха была образована из южного флигеля замка Гермау, к которому в 1565 г. была пристроена башня, а в 1760 г. установлен флюгер. Здание построено из камня и кирпича и имеет готическую кладку. Под неф, предположительно, была переделана бывшая трапезная. Под нефом находились подвалы, засыпанные в XIX веке. В подвалы вели лестницы, позже также замурованные. Согласно легенде, оттуда начинался подземный ход в имение Кирпенен (совр. Поваровка).
Внутри кирхи располагался иконостас 1610 г. и кафедра, предположительно, 1673 г. Орган был построен в 1767 г. мастером Адамом Готлибом Каспарини.